# Norovlin, Khentii
Norovlin (tiếng Mông Cổ: Норовлин) là một sum của tỉnh Khentii tại miền đông Mông Cổ. Vào năm 2010, dân số của sum là 2.341 người.

## Địa lý
Sum có diện tích khoảng 2.713 km2. Trung tâm sum, Ulz, nằm cách tỉnh lỵ Öndörkhaan 200 km và cách thủ đô Ulaanbaatar 540 km.

### Khí hậu
Norovlin có khí hậu cận Bắc Cực. Nhiệt độ trung bình hàng năm ở trong khu vực là 2 °C. Tháng ấm nhất là tháng 7, khi nhiệt độ trung bình là 23 °C và lạnh nhất là tháng 1, với -22 °C. Lượng mưa trung bình hàng năm là 498 mm. Tháng mưa nhiều nhất là tháng 7, với lượng mưa trung bình 123 mm và khô nhất là tháng 2, với lượng mưa 3 mm.

## Kinh tế
Sum có một trường học, bệnh viện, khu dịch vụ và xí nghiệp chế biến gỗ.